# Harry Wittig
Harry Wittig, född 19 juni 1961, är en tysk bågskytt. Han deltog vid olympiska sommarspelen 1984.